# Codice di Leovigildo
Il Codice di Leovigildo, o Codex Revisus, fu un codice di leggi visigoto, una revisione del codice di Eurico redatto alla fine del VI secolo per ordine di Leovigildo (568-586).

## Storia
Il codice completo non è giunto a noi, e tutto quello che sappiamo di lui deriva dalle opere di Isidoro di Siviglia, un ecclesiastico ed enciclopedista quasi contemporaneo. Nondimeno, fu la base del successivo Liber Iudiciorum, un codice spagnolo che fuse questo codice alla legge delle persone ispano-romane, la Lex Romana Visigothorum. 
Nel 1974, García Gallo stilò uno studio critico delle prove esistenti del codice, arrivando a rigettare l'ipotesi di Isidoro secondo il quale Leovigildo scrisse un codice nuovo. Secondo Gallo le leggi di Chindasvindo suggerirono modifiche al codice utilizzato in un regno precedente a quello di Leovigildo. 